# Веселий Самсон Васильович
Самсо́н Васильович Весе́лий (*1877, хут. Сосновий Ріг Валківського повіту — ?) — український лірник.
Жив у с. Литвинівці. Учень Івана Петрика. У репертуар входили традиційні для харківських співців думи: «Олексій Попович», «Сестра і брат», «Вдова», «Озовські брати», «Маруся Богуславка». Знав багато псальмів, жартівливих пісень і «штучок». Наприкінці 1920-х років був ще живим. Від Самсона Веселого робив записи Володимир Харків.